# Shake the Disease
Shake the Disease ist ein Lied der britischen Band Depeche Mode. Es erschien im April 1985 als Single aus ihrem Album The Singles 81→85. Es ist eine der wenigen Singles der Band, die nicht auf einem Studioalbum zu finden sind.

## Geschichte
Shake the Disease wurde Anfang 1985 mit Gareth Jones und Daniel Miller eingespielt und war die erste Singleauskopplung aus dem Kompilationsalbum The Singles 81→85. Das Lied verwendete Samplingklänge ähnlich dem Entlangstreichen an einem Metallgitter. Alan Wilder sagte, das Lied fange die „Essenz der Band“ ein.

## Musikvideo
Das Musikvideo war das erste der Band mit Regisseur Peter Care und wurde in Hounslow, einem Stadtbezirk von London gedreht. Es wurde umfangreiche Tricktechnik verwendet, um es so aussehen zu lassen, als würden die Bandmitglieder fallen.

## Rezeption

### Rezensionen
Ned Raggett von Allmusic bezeichnete das Zusammenspiel der Gesangsparts von Dave Gahan und Martin Gore als „lovely“. Das Arrangement sei „sly, sensuous, and just harsh enough, a combination of clattering noise samples and soothing synth wash and melody“. Er gab dem Stück vier von fünf Sternen. Der Song war das meistgespielte Lied 1985 des US-Radiosenders KROQ.

### Chartplatzierungen
In Großbritannien erreichte das Lied Platz 18, in der Bundesrepublik Deutschland Platz vier der Charts. In den deutschen Single-Jahrescharts erreichte Shake the Disease im Jahr 1985 Platz 26.
| ChartsChartplatzierungen     | Höchstplatzierung | Wochen |
| ---------------------------- | ----------------- | ------ |
| Deutschland (GfK)            | 4 (21 Wo.)        | 21     |
| Schweiz (IFPI)               | 6 (12 Wo.)        | 12     |
| Vereinigtes Königreich (OCC) | 18 (9 Wo.)        | 9      |

| ChartsJahrescharts (1985) | Platzierung |
| ------------------------- | ----------- |
| Deutschland (GfK)         | 29          |
| Schweiz (IFPI)            | 24          |